# Osetia - Plaza de la Libertad
Osetia - Plaza de la Libertad (en osetio: Ирыстон - Сæрибарджынады Фæзуаты) fue partido político anticorrupción de Osetia del Sur, un territorio con reconocimiento limitado que forma parte de iure de Georgia, fundado en 2012 por Alla Dzhioyeva y disuelto en 2019. 

## Historia
Dzhioyeva fue ministra de Educación de Eduard Kokoity de 2002 a 2008, cuando fue despedida y arrestada por fraude y mala conducta oficial y fue sentenciada a una suspensión de 24 meses y una multa de 120.000 rublos. Debido a esto, fue vista como una líder opositora a Kokoity en 2011, después de que Kokoity renunciara debido a su voluntad de estar abierto a un acercamiento del gobierno georgiano, junto con la ambigüedad legal sobre su capacidad para postularse para un tercer mandato. Dzhioyeva había sido una oponente vocal de Kokoity desde su despido.
En el congreso fundacional del partido, celebrado el 17 de mayo de 2012, el partido se presentó como partidario de la administración, es decir, partidario de Tibílov, que ganó las elecciones presidenciales de 2012 debido a la invalidación de Dzhioyeva. El partido declaró que su objetivo expreso era la promoción de reformas políticas, económicas y sociales en una plataforma vagamente antisistema. Tibílov fomentó la creación de varios partidos políticos más pequeños para apoyar su presidencia, el más famoso de los cuales es Nijas, y cada uno de ellos esperaba que finalmente se uniera a su partido, aunque eligió permanecer independiente. El congreso fundador también declaró que el partido se construyó sobre individuos "profesionales" y "patrióticos" y adoptó jefes de distrito, un logotipo y un himno. El partido recibió el apoyo de Dzhambolat Tedéyev, que asistió al congreso fundador, aunque nunca se unió oficialmente al partido. También asistieron al congreso inaugural y felicitaron al partido Stanislav Kochiev, el antiguo líder del Partido Comunista de Osetia del Sur, Yuri Dzitssuty, entonces vicepresidente del Parlamento de Osetia del Sur, y Tarzan Kokoiti, diputado del Partido de la Unidad.
El 5 de septiembre de 2012, Dzhioyeva registró oficialmente el partido político Osetia - Plaza de la Libertad como continuación de la protesta que ella y sus partidarios iniciaron durante casi un año cuando el Tribunal Supremo de Osetia del Sur invalidó su elección como presidenta en 2011.En 2012, Dzhioyeva sería nombrada vice primera ministra de asuntos sociales de Tibílov, cargo que ocupó hasta que renunció en 2014 y se retiró en gran medida de la política. El partido nunca se disolvió formalmente y Dzhioyeva lo utilizó para organizar el apoyo a algunas cuestiones clave y denunciar escándalos.
Dzhioyeva saldría de su retiro y fusionaría Osetia - Plaza de la Libertad con Nijas a tiempo para las elecciones parlamentarias de 2019, donde Dzhioyeva sería elegida para el parlamento en la lista de Nijas.

## Ideología
El partido es en gran medida un vehículo político para las propias posiciones de Dzhioyeva, que se centran en la autosuficiencia política y económica de Osetia del Sur.Una de las primeras posiciones que tomaron fue la promoción de una comisión especial para investigar a los oficiales de policía por abusos de poder.